# Бруд, Даниэль
Даниэль Бруд (пол. Daniel Brud; род. 20 мая 1989, Краков) — польский футболист, полузащитник.

## Биография
Воспитанник краковского клуба. В юниорах играл за «Фрайбург», с которым выиграл юниорскую Бундеслигу 2007/08 годов.
В Экстракласе дебютировал 15 апреля 2011 года в матче с «ГКС Белхатув». Первую половину сезона 2012/13 года провёл в аренде в «Лодзи».

## Достижения
- Чемпион Польши: 2010/11
- Чемпион Германии (до 19 лет): 2007/08